# Ajon

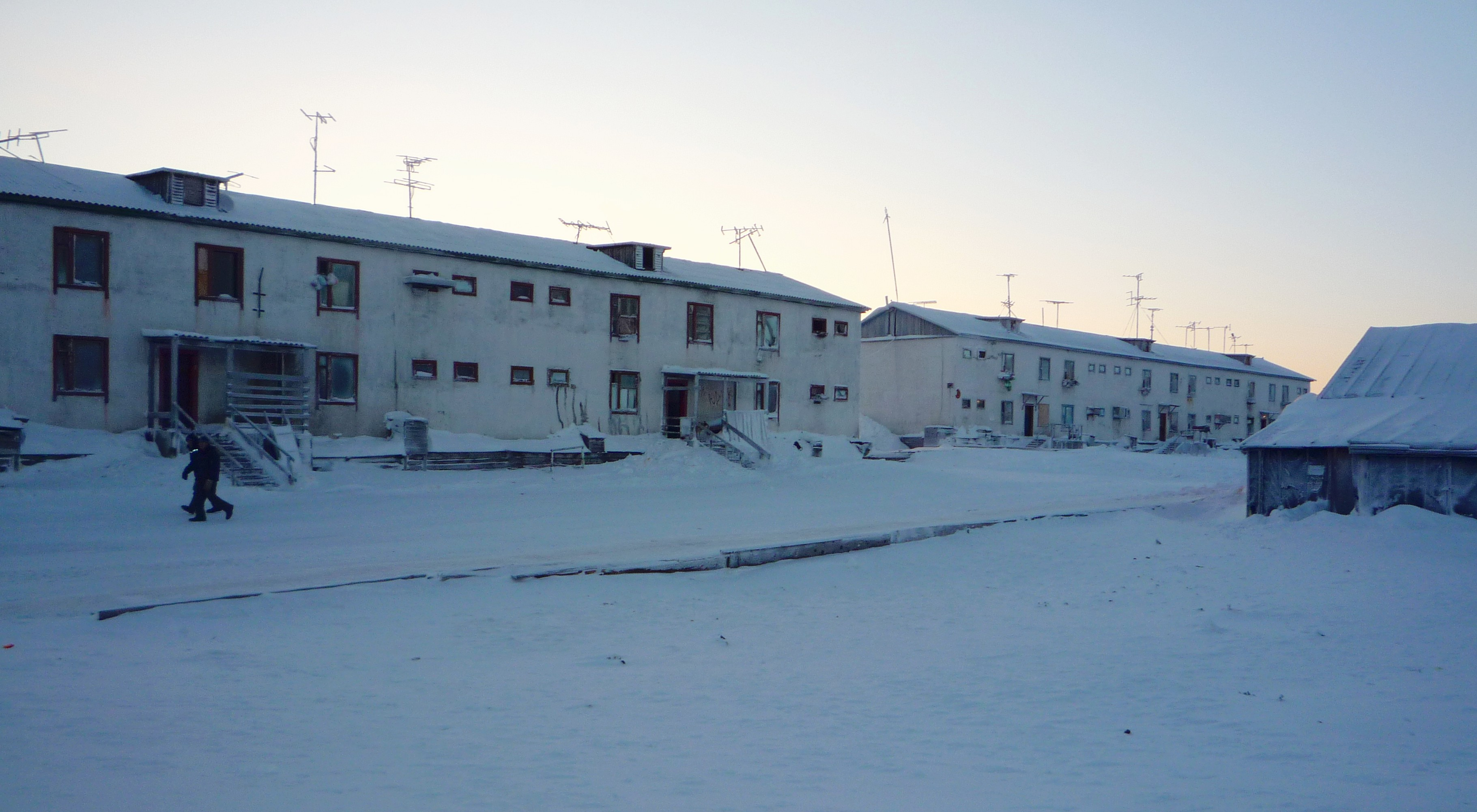
Ett samhälle på ön Anjon

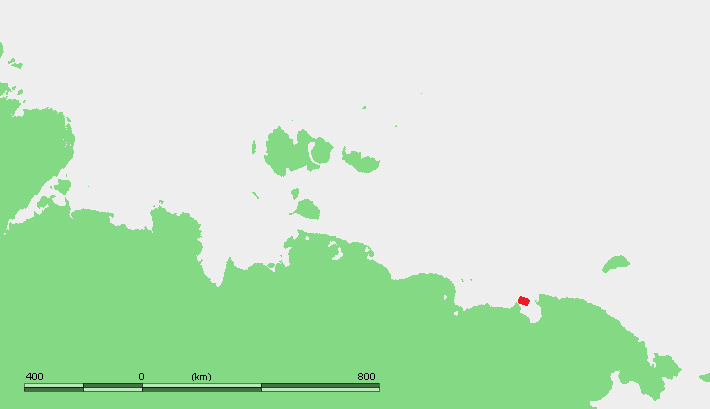
Ajons läge i Sibirien.

Ajon är en ö i Tjuktjien i nordöstra Ryssland. Ön är 63 kilometer lång och 38 kilometer bred. Den är mestadels låg och platt, och här finns några sjöar och träsk.
Ajon skiljs från det sibiriska fastlandet av Malyj Tjaunskij-sundet, en grund kanal som är knappt två kilometer bred på det smalaste stället.